# メープルシロップ

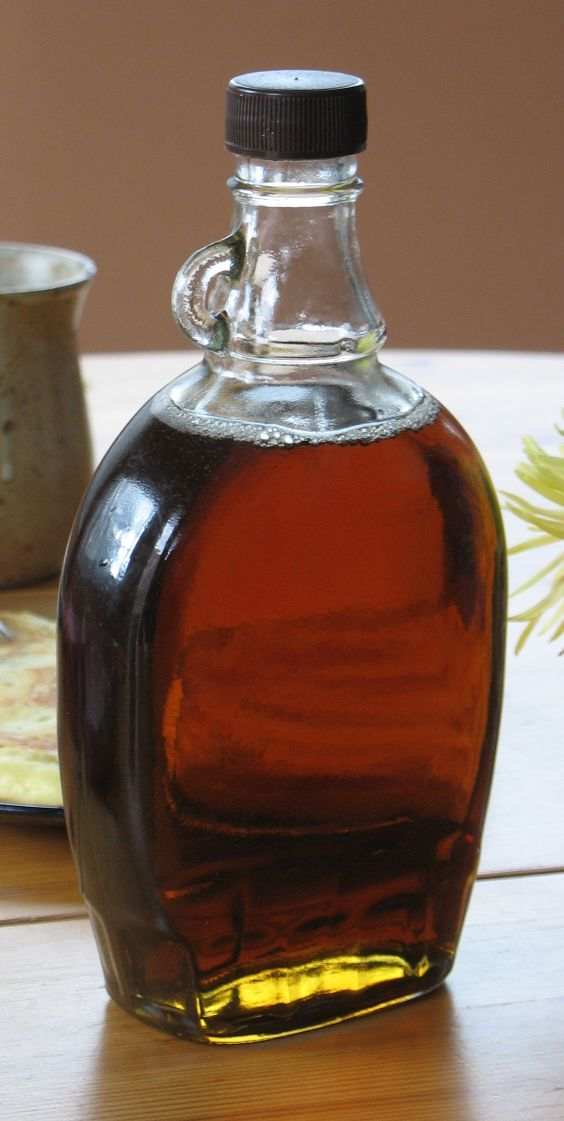
ケベック州産のメープルシロップ

メープルシロップ (maple syrup) は、サトウカエデなどの樹液を濃縮した甘味料。独特の風味があり、ホットケーキやワッフルにかけたり、菓子の原料として用いられる。カナダの名産品として有名である。その歴史は古く、アメリカ先住民によって先史時代から既に製造されていた。近代においては日本でも生産されている。
常温で固形化するまで濃縮されたものは、メープルシュガー (maple sugar) と呼ばれる。また、メープルシロップを加熱濃縮した後、急冷しつつ撹拌してクリーム（バター）状にしたものは、メープルバター (maple butter) と呼ばれる。産地では熱いシロップを雪上に垂らして固めたメープルタフィーが菓子として食される。

## 生産・流通
カナダが世界生産量の8割を占める（ケベック・メープルシロップ生産者協会による、後述）。純粋なメープルシロップは、産出樹種の分布によってカナダ南東部からアメリカ合衆国北東部にかけて生産量が多く、カナダのケベック州やオンタリオ州、アメリカのニューイングランド地方がよく知られている。わずかではあるが、日本でも埼玉県秩父市や北海道占冠村、山形県金山町などで生産されている。日本ではイタヤカエデから樹液を採取することが多く、甘さが控えめで、さっぱりとした風味の製品が多い。
2015年現在、世界で流通するメープルシロップの71 %がケベック州産である。ケベック州では7400の生産者を会員とするメープルシロップ生産協会があり、高価格安定のため、販売量・価格設定・流通方法などを厳しく統制しており、同組織外での販売をした場合は罰金刑が課される。

## 等級
カナダでは下記の等級 (Grade) に分けられている。等級は色、風味、糖含量で決定され、琥珀色が薄く風味が繊細なものほど高級となる。
- Canada No. 1 - エキストラ・ライト (Extra Light)
- Canada No. 1 - ライト (Light)
- Canada No. 1 - ミディアム (Medium)

以上のNo. 1 等級は、糖分66 %以上に煮詰めたものを指し、混ぜ物はまったくなく色のみが異なる。
- Canada No. 2 - アンバー (Amber)
- Canada No. 3 - ダーク (Dark)

No. 2 以下の等級は、一般に加工用やオーブン料理、焼き菓子の照り付け（グレーズ）に使われることが多い。
（出典：オンタリオ・メープルシロップ生産者協会（Ontario Maple Syrup Producers' Association）ウェブサイトなどより）
アンバーは脂肪分はゼロで最もカロリーが少なく、カルシウムなどのミネラルを豊富に含む上、独特の香りにはストレス解消効果もあるとされている（浅場康司『チャヤのからだにやさしいスイーツ』講談社、2006年）。

## 採取

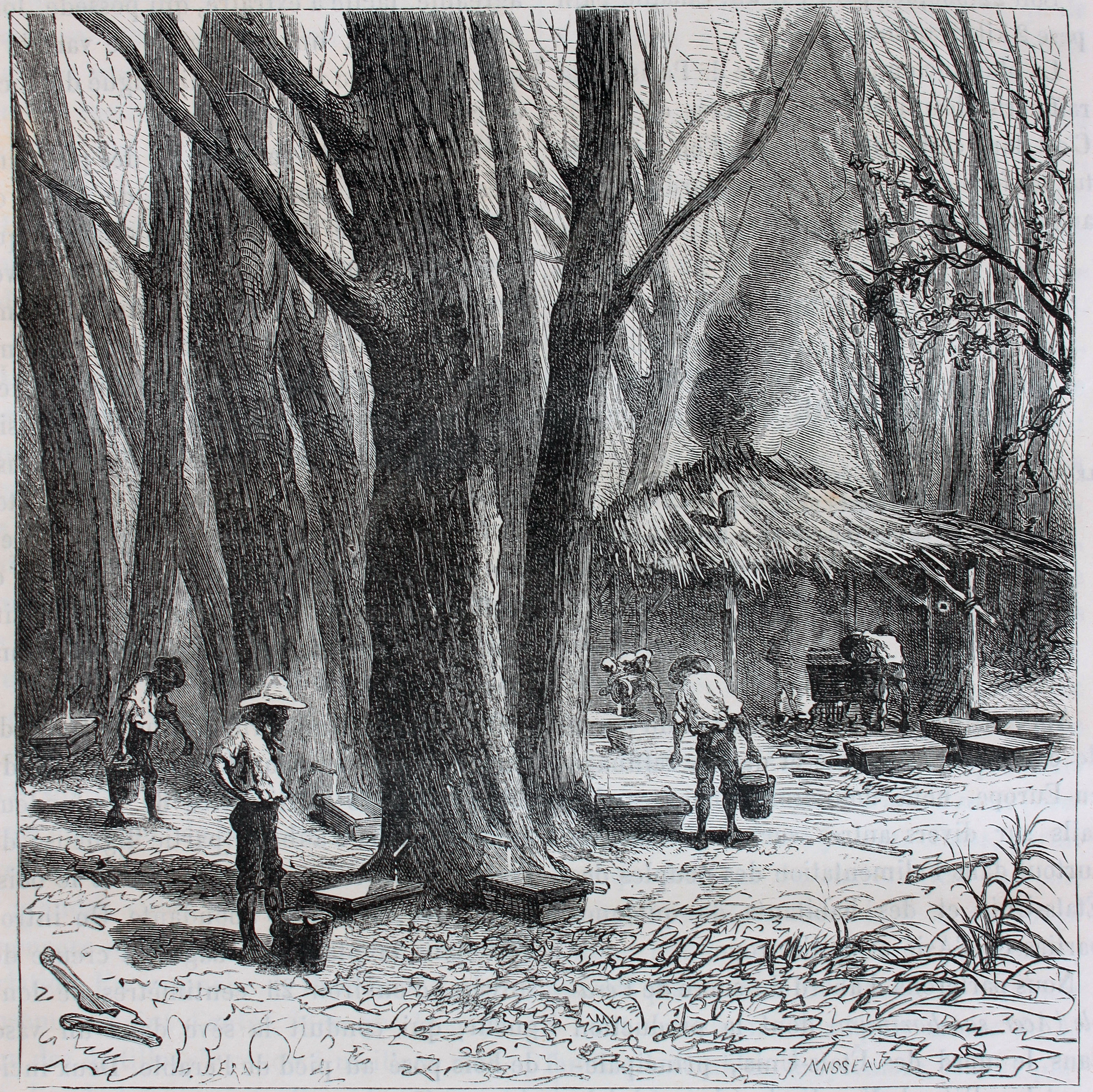
カナダの伝統的な製法（1870年頃）。サトウカエデの幹に傷をつけ、そこからあふれ出す樹液を集める。

メープルシロップの収穫は主に、「シュガーブッシュ」などと言われるサトウカエデの木立の中で行われる。サトウカエデの樹液を集め、「シュガーシャック」と言われる小屋の中で沸騰させて濃縮させる。現代ではビニールホースを用いた機械化が進んでいる。
樹種としてはサトウカエデ (sugar maple) が最もよく知られており、この樹液から作られたメープルシロップの量・品質が高い。その他、クロカエデ (black maple)、アメリカハナノキ (red maple)、ギンカエデ (silver maple)、シロスジカエデ (striped maple)、アメリカヤマモミジ (mountain maple)、ノルウェーカエデ (Norway maple) など、日本ではあまりなじみのないカエデ類からも生産されている。
樹液は、2–4月の春先、寒暖の差が最も大きくなる季節に、直径 30 センチメートル以上の木に小穴を開けて採取される。採取の時期は気候によって異なる。2–2.5 % の糖分が含まれ、季節によって異なるが、1本の木から約 40–80 リットルの樹液が採れる。濃縮前の樹液はメープルウォーターと呼ばれる。
1リットルのメープルシロップを作るためには40リットルの樹液が必要になる。採取シーズン序盤は高い糖分を含む樹液が取れるが、後半になるにつれて糖分が薄くなり、最終的に約半分まで下がる。この糖分の薄い樹液を品質基準を満たすまで煮詰めると、シーズン序盤に採れた樹液よりも長時間加熱する事になり、色と風味が濃いものができる（等級節も参照）。近年は、逆浸透装置である程度水分を抜いてから濃縮させる製法が普及したため、以前ほど長時間煮詰めることはなくなった。
ケベック州は世界最大の産地で、2001年には1,560万リットルの収穫量があった。ケベックやオンタリオ州のメープルシロップ産地では、シロップ収穫は文化の一部となっており、毎年2月の収穫の時期にはシュガーシャックで祭りが催される。シロップの収穫期間中、ホットケーキやワッフルを食べさせるシュガーシャックも多く、人気のあるシュガーシャックには行列ができる。ケベック州やオンタリオ州では、雪の上にメープルシロップを流しかけて冷やし固め、棒に巻きつけたりそのまま棒状で食べたりする「メープルタフィー」が存在する。
地球温暖化が進むとカエデの分布が現在よりも北に移動することが予想されるため、メープルシロップの産地では温暖化の地域経済に与える影響が懸念されている。

## 日本のメープルシロップ
メープルシロップは日本のカエデ類から製造することもできる。ただし、日本のカエデから取れる樹液は、サトウカエデに比べて糖分の含有量が少なく（イタヤカエデの場合、サトウカエデの約半分）、経済性が著しく劣る。このため、サトウカエデから作った製品に比べると割高で、地域特産品といった付加価値を持たせる取り組みが行われている。
2010年代後半～2020年において、日本で恒常的にメープルシロップを製造・販売しているのは、埼玉県秩父市および山形県金山町のほか、2016年に参入した占冠村木質バイオマス生産組合（北海道）である。秩父市のメープルシロップはイタヤカエデ、オオモミジ、ウリハダカエデ、ヒナウチワカエデなどが原料で、金山町の製品はイタヤカエデから作られている。新潟県魚沼市でもイタヤカエデからの採取、製造販売も行われ、道の駅「いりひろせ」等で限定販売されている。また、魚沼市では2月下旬〜3月上旬の採取時期に採取体験ツアーも開催されている。かつては青森県十和田湖周辺でアカイタヤを原料としたメープルシロップも存在した。

## 変わり種
アメリカ合衆国ケンタッキー州では胡桃（くるみ）の木から採取したウォールナット・シロップ (Walnut Syrup) という変わり種もある。また、シベリアやアラスカでは樺の木 (Birch tree) から採取したシロップがある。いずれもメープルシロップには及ばないが、貴重な糖分を得る手段となっている。さらに、カナダの一部の州では、樹木から採取した樹液に紅葉したカエデを漬け込むことで、一般的なシロップよりも派手な色彩のクリムゾンメープルシロップ（crimson maple Syrup）を作る風習が受け継がれている。

## 模造品
カエデ樹液由来でないシロップをベースに、メープルシロップを配合するなどしてメープルシロップ風に調製した「ケーキシロップ」や「パンケーキシロップ」も市販されている。風味付けには、フェヌグリークの種子が用いられる。
メープルシロップは高級品であるため、原材料に含まれていない、あるいはわずかにしか含まれていないにもかかわらず「メープル」と表示したり、それと示唆する製品も少なからずある。